# 印度鶺鸰
印度鶺鸰（学名：Motacilla maderaspatensis）为鶺鸰科鶺鸰属的鸟类。分布于印度半岛、南部有印度库奇到坎尼亚库马里、往东至孟加拉湾以及中国大陆的云南等地。该物种的模式产地在印度。